# Sabinas
Sabinas è un comune del Messico, situato nello stato di Coahuila.